# Liste von Horrorfilmen der 1920er Jahre
Die Liste von Horrorfilmen der 1920er Jahre gibt einen chronologischen Überblick über Produktionen, die im Zeitraum von 1920 bis 1929 in diesem Genre gedreht wurden. Bei der Nutzung ist zu beachten, dass ein Großteil der aufgeführten Filme sich mit artverwandten Genres aus dem Bereich der Phantastik wie Science-Fiction und Fantasy überschneidet, aber auch mit Kriminalfilm und Komödie. Die Liste erhebt keinen Anspruch auf Vollständigkeit.

## 1920
| Titel                             | Regie                    | Produktionsland    |
| --------------------------------- | ------------------------ | ------------------ |
| Blätter aus dem Buche Satans      | Carl Theodor Dreyer      | Dänemark           |
| Der Bucklige und die Tänzerin     | Friedrich Wilhelm Murnau | Deutsches Reich    |
| Das Cabinet des Dr. Caligari      | Robert Wiene             | Deutsches Reich    |
| Dr. Jekyll and Mr. Hyde           | J. Charles Haydon        | Vereinigte Staaten |
| Dr. Jekyll und Mr. Hyde           | John S. Robertson        | Vereinigte Staaten |
| Genuine                           | Robert Wiene             | Deutsches Reich    |
| Der Golem, wie er in die Welt kam | Paul Wegener             | Deutsches Reich    |
| Der Graf von Cagliostro           | Reinhold Schünzel        | Österreich         |
| Der Januskopf                     | F.W. Murnau              | Deutsches Reich    |
| Nachtgestalten                    | Richard Oswald           | Deutsches Reich    |
| Narr und Tod                      | Rudolf Stiassny          | Österreich         |
| The Penalty                       | Wallace Worsley, Sr.     | Vereinigte Staaten |
| Satanas                           | Friedrich Wilhelm Murnau | Deutsches Reich    |
| Der Schädel der Pharaonentochter  | Otz Tollen               | Deutsches Reich    |

## 1921
| Titel                  | Regie                          | Produktionsland    |
| ---------------------- | ------------------------------ | ------------------ |
| Drakula halála         | Károly Lajthay                 | Ungarn             |
| Der Fuhrmann des Todes | Victor Sjöström                | Schweden           |
| Grausige Nächte        | Lupu Pick                      | Deutsches Reich    |
| Der müde Tod           | Fritz Lang                     | Deutsches Reich    |
| Schloß Vogelöd         | Friedrich Wilhelm Murnau       | Deutsches Reich    |
| Der verlorene Schatten | Rochus Gliese                  | Deutsches Reich    |
| Das verwunschene Haus  | Edward F. Cline, Buster Keaton | Vereinigte Staaten |

## 1922
| Titel                                  | Regie                    | Produktionsland     |
| -------------------------------------- | ------------------------ | ------------------- |
| Der böse Geist Lumpaci Vagabundus      | Carl Wilhelm             | Deutsches Reich     |
| Dr. Mabuse, der Spieler                | Fritz Lang               | Deutsches Reich     |
| Hexen                                  | Benjamin Christensen     | Dänemark / Schweden |
| Nosferatu – Eine Symphonie des Grauens | Friedrich Wilhelm Murnau | Deutsches Reich     |
| One exciting night                     | David Wark Griffith      | Vereinigte Staaten  |

## 1923
| Titel                       | Regie            | Produktionsland    |
| --------------------------- | ---------------- | ------------------ |
| Schatten                    | Arthur Robison   | Deutsches Reich    |
| Der steinerne Reiter        | Fritz Wendhausen | Deutsches Reich    |
| Der Glöckner von Notre Dame | Wallace Worsley  | Vereinigte Staaten |
| While Paris Sleeps          | Maurice Tourneur | Vereinigte Staaten |

## 1924
| Titel                    | Regie                   | Produktionsland        |
| ------------------------ | ----------------------- | ---------------------- |
| Orlac’s Hände            | Robert Wiene            | Österreich             |
| Das Wachsfigurenkabinett | Paul Leni, Leo Birinski | Deutsches Reich        |
| The White Shadow         | Graham Cutts            | Vereinigtes Königreich |

## 1925
| Titel                            | Regie                                      | Produktionsland    |
| -------------------------------- | ------------------------------------------ | ------------------ |
| Das Phantom der Oper             | Rupert Julian, Lon Chaney, Edward Sedgwick | Vereinigte Staaten |
| Die unheimlichen Drei            | Tod Browning                               | Vereinigte Staaten |
| Wolf Blood: A Tale of the Forest | George Chesebro, Bruce Mitchell            | Vereinigte Staaten |
| Dr. Palmers unheimliches Haus    | Roland West                                | Vereinigte Staaten |

## 1926
| Titel                           | Regie                    | Produktionsland    |
| ------------------------------- | ------------------------ | ------------------ |
| Faust – eine deutsche Volkssage | Friedrich Wilhelm Murnau | Deutsches Reich    |
| Geheimnisse einer Seele         | Georg Wilhelm Pabst      | Deutsches Reich    |
| Der Magier                      | Rex Ingram               | Vereinigte Staaten |
| Das Rätsel der Fledermaus       | Roland West              | Vereinigte Staaten |
| Eine Seite des Wahnsinns        | Kinugasa Teinosuke       | Japan              |
| Der Student von Prag            | Henrik Galeen            | Deutsches Reich    |
| The Bells                       | James Young              | Vereinigte Staaten |

## 1927
| Titel                        | Regie            | Produktionsland    |
| ---------------------------- | ---------------- | ------------------ |
| Spuk im Schloß               | Paul Leni        | Vereinigte Staaten |
| Svengali                     | Gennaro Righelli | Deutsches Reich    |
| Um Mitternacht               | Tod Browning     | Vereinigte Staaten |
| The Unknown – Der Unbekannte | Tod Browning     | Vereinigte Staaten |

## 1928
| Titel                          | Regie         | Produktionsland    |
| ------------------------------ | ------------- | ------------------ |
| Alraune                        | Henrik Galeen | Deutsches Reich    |
| Der Mann, der lacht            | Paul Leni     | Vereinigte Staaten |
| The Terror                     | Roy Del Ruth  | Vereinigte Staaten |
| Der Untergang des Hauses Usher | Jean Epstein  | Frankreich         |

## 1929
| Titel                    | Regie          | Produktionsland    |
| ------------------------ | -------------- | ------------------ |
| Cagliostro               | Richard Oswald | Deutsches Reich    |
| Der Hund von Baskerville | Richard Oswald | Deutsches Reich    |
| Die letzte Warnung       | Paul Leni      | Vereinigte Staaten |
| Somnambul                | Adolf Trotz    | Deutsches Reich    |